# فرودگاه ایگارکا
فرودگاه ایگارکا (به روسی: Аэропорт "Игарка") فرودگاهی عمومی واقع در ایگارکا در کشور روسیه است که توسط Igarka branch of Yeniseyskiy Meridian اداره می‌شود.

## شرکت‌های هواپیمایی و مقصدهای پروازی
| شرکت‌های هواپیمایی | مقصدهای پروازی                   |
| ----------------- | -------------------------------- |
| آنگارا ایرلاینز   | تولمچوا (آغاز از ۸ سپتامبر ۲۰۱۷) |
| Azur Air          | یملیانو                          |
| KrasAvia          | کراسنویارسک چرمشانکا، الیکل      |
| نورداستار         | یملیانو                          |
| Turukhan Airlines | توروخانسک، اسوتلوگورسک           |